# Iłona Korstin
Iłona Kaljuwna Korstin (ros. Илона Кальювна Корстин; ur. 30 maja 1980 w Leningradzie) – rosyjska koszykarka, występująca na pozycjach rzucającej lub niskiej skrzydłowej, reprezentantka kraju, multimedalistka międzynarodowych imprez koszykarskich.

## Osiągnięcia
Na podstawie, o ile nie zaznaczono inaczej.

### Drużynowe
- Mistrzyni:
  - Ligi Światowej FIBA (2003, 2004, 2007)[3][4][5]
  - Euroligi (1998, 2001, 2005, 2010)[6][7][8]
  - Eurocup (2013)[9]
  - Rosji (2004–2006)
  - Francji (1998–2000)
- Wicemistrzyni
  - Euroligi (2000, 2006, 2011)
  - Francji (2001, 2002)
  - Rosji (2007, 2008, 2010, 2011)
- Brąz mistrzostw Rosji (2009)
- 4. miejsce w Eurolidze (2003)
- Zdobywczyni:
  - Superpucharu Europy FIBA (2009, 2010)[10][11]
  - pucharu:
    - Rosji (2004, 2006–2008)
    - Federacji Francji (1999–2001)
- Finalistka pucharu:
  - Francji (2002)
  - Rosji (2005, 2010)
  - Federacji Francji (1998, 2002)

### Indywidualne
- MVP Superpucharu Europy FIBA (2009)
- Laureatka Rosyjskich Złotych Koszy w kategorii koszykarka roku (2004)
- Medal Mistrzyni Sportu Rosji

### Reprezentacja
Seniorska
- Mistrzyni Europy (2003, 2007, 2011)[12][13][14]
- Wicemistrzyni:
  - świata (2002, 2006)[15][16]
  - Europy (2001, 2005, 2009)[17][18][19]
- Brązowa medalistka olimpijska (2004, 2008)[20][21]
- Uczestniczka:
  - igrzysk olimpijskich (2004, 2008, 2012 – 4. miejsce)[22][23][24][25]
  - mistrzostw:
    - świata (2002, 2006, 2010 – 7. miejsce)[26]
    - Europy (2001, 2003, 2005, 2009, 2011, 2013 – 13. miejsce)[27]

  - kwalifikacji do Eurobasketu (2001, 2003)
  - turnieju FIBA Diamond Ball (2008 – 5. miejsce)[28]

Młodzieżowe
- Mistrzyni Europy:
  - U–20 (2000)[29]
  - U–16 (1995)[30]
- Uczestniczka mistrzostw świata U–19 (1997 – 5. miejsce)[31]